# Gliese 884
Gliese 884 is een oranje dwerg met een spectraalklasse van K7+.Vk. De ster bevindt zich 26,85 lichtjaar van de zon.